# Arroyo Chileno
Der Arroyo Chileno ist ein im Südwesten Uruguays gelegener kleiner Flusslauf.
Er entspringt nordwestlich von Palo Solo an der Grenze der Departamentos Soriano und Colonia. Von dort verläuft er auf dem Gebiet des Departamento Colonia in westliche bzw. südwestliche Richtung und mündet als rechtsseitiger Nebenfluss wenige Kilometer flussabwärts von Paso Sandobal in den Arroyo de las Víboras.